# 内田弘
内田 弘（うちだ ひろし、1939年2月11日- ）は、日本の経済学者・思想史学者、専修大学名誉教授。専門は『資本論』形成史・自由時間・三木清。

## 経歴・人物
群馬県で日本国有鉄道職員の子として生まれ、満州と栃木県で育つ。1962年横浜国立大学経済学部卒業。長洲一二に師事。高等学校教諭在職中長洲の『現代の理論』誌で論文を発表するなど研究活動を行い、専修大学経済学部講師、助教授、教授。2009年定年、名誉教授。1991年「『経済学批判要綱』の研究」で専修大学経済学博士。
「北海道アララギ」に所属する歌人の内田弘は同姓同名の別人。石川啄木関連の著書があるため、混同されることがある。

## 著書
- 『『資本論』と現代』1970年 三一新書
- 『危機の文明と日本マルクス主義』田畑書店　1974年
- 『『経済学批判要綱』の研究』新評論　1982年 のち御茶の水書房
- 『中期マルクスの経済学批判 『要綱』とヘーゲル『論理学』』有斐閣　1985年
- 『自由時間 真の<豊かさ>を求めて』有斐閣　1993年
- 『三木清 個性者の構想力』御茶の水書房　2004年
- 『啄木と秋瑾 啄木歌誕生の真実』社会評論社　2010年
- 『『資本論』のシンメトリー』社会評論社 2015

### 編纂
- 『三木清エッセンス』こぶし書房・こぶし文庫 戦後日本思想の原点 2000年
- 『三木清東亜協同体論集』こぶし書房・こぶし文庫 戦後日本思想の原点　2007年

### 翻訳
- A.コルニュ『マルクスの思想的原像』社会評論社 1970年
- テレル・カーヴァー『エンゲルス』杉原四郎共訳　雄松堂出版　1989年 PMシリーズ
- テレル・カーヴァー『マルクスとエンゲルスの知的関係』世界書院　1996年